# Псітталея
Псіталея (грец. Ψυττάλεια) — безлюдний острів у Саронічній затоці неподалік від Пірея. Адміністративно належить до громади (діму) Пірей, що входить в периферійну одиницю Пірей в периферії Аттика.
Площа острова 0,375 км2. На острові знаходиться найбільший в Європі завод з очищення стічних вод.

## Історія
У 480 р. до н. е. острів Псітталея відіграв важливе значення у битву греків з персами при Саламіні. Напередодні битви на острів було висаджено 400 перських воїнів, проте Арістід на чолі загону гоплітів захопив острів і зробив його плацдармом греків. В ході бою грецький загін знищував, або брав у полон перських воїнів, котрі рятувалися з потопаючих кораблів.
У Середньовіччя і до недавнього часу острів називався Ліпсокутали (грец. Λειψοκουτάλι — букв. напів-ложка), оскільки він нагадує половину ложки, якщо дивитися з прилеглої гори Егалео.
У середині XX століття на Псітталеї знаходилася в'язниця Військово-морських сил Греції.
Таким чином, частина острова є історичним пам'ятником і охороняється державою. Інша частина в 1990 році була використана під будівництво очисного заводу.